# Gynoplistia nigriventris
Gynoplistia nigriventris är en tvåvingeart som beskrevs av Alexander 1948. Gynoplistia nigriventris ingår i släktet Gynoplistia och familjen småharkrankar. Inga underarter finns listade i Catalogue of Life.